# Fédération Internationale Féline
Die Fédération Internationale Féline (FIFe) ist eine internationale Dachorganisation von Katzenzuchtverbänden. Aufgabe der FIFe ist es unter anderem, einheitliche Standards für die Katzenzucht sowie Regeln für Katzenschauen festzulegen.

## Geschichte
Die Organisation wurde von der Französin Marguerite Ravel gegründet. Ravel setzte sich bereits seit den frühen 1930er Jahren für die Gründung eines europäischen Dachverbandes ein. Im Jahr 1949 trafen sich die Royal Cat Society of Flanders, die Fédération Féline Française sowie die Federazione Felina Italiana in Paris und schlossen sich inoffiziell zur Fédération Internationale Féline d'Europe (FIFE) zusammen. Offiziell wurde die Organisation am 10. Dezember 1950 auf der Hauptversammlung in Gent gegründet.
Die Zahl der Mitglieder wuchs schnell. So wurde beispielsweise die Fédération Féline Helvétique bereits 1949 Mitglied, der Klub der Katzenfreunde Österreichs folgte im Jahr 1950 und seit 1951 ist auch der 1. Deutsche Edelkatzenzüchter-Verband Mitglied. Im Jahr 1972 wurde das erste nicht europäische Mitglied (der Brazilian Clube Brasileiro do Gato) aufgenommen, weswegen man den Zusatz d'Europe strich und die Abkürzung in FIFe änderte.
Der FIFe sind derzeit 42 nationale Verbände aus 40 europäischen, asiatischen und südamerikanischen Ländern angeschlossen (Stand: Oktober 2021).